# Campeonato NORCECA de Voleibol Femenino de 2019
El Campeonato NORCECA de Voleibol Femenino 2019 fue la XXVI edición del máximo torneo de selecciones femeninas de voleibol pertenecientes a la Confederación de Norteamérica, Centroamérica y el Caribe de Voleibol (NORCECA), se llevó a cabo del 8 al 13 de octubre de 2019 en la ciudad de San Juan, Puerto Rico.
Los tres equipos mejor clasificados al final de la competencia que aún no se hayan clasificado obtendrán boletos a competir en el torneo de Clasificación NORCECA para los Juegos Olímpicos de Tokio 2020.

## Equipos participantes
| Grupo A     | Grupo B              |
| ----------- | -------------------- |
| Puerto Rico | Estados Unidos       |
| Canadá      | República Dominicana |
| Cuba        | México               |
| Costa Rica  | Trinidad y Tobago    |

## Procedimiento de desempate
1. Número de partidos ganados
2. Puntos de partido
3. Proporción de puntos
4. Proporción de sets
5. Resultado del último partido entre los equipos empatados

- Partido ganado 3–0: 5 puntos de partido para el ganador, 0 puntos de partido para el perdedor.
- Partido ganado 3–1: 4 puntos de partido para el ganador, 1 punto de partido para el perdedor.
- Partido ganado 3–2: 3 puntos de partido para el ganador , 2 puntos de partido para el perdedor.

## Ronda preliminar
- Del 8 al 10 de octubre
- Sede:  Coliseo Roberto Clemente
- Todos los horarios corresponden a la hora de San Juan, Puerto Rico ( UTC-04:00 )

|  | Calificadas para Semifinales        |
|  | Calificadas para cuartos de final   |
|  | Clasificación del 5.° al 8.° puesto |

### Grupo A
|     |             | Partidos | Partidos | Partidos |     | Sets | Sets | Sets  | Puntos | Puntos | Puntos |
| Pos | Equipo      | PJ       | PG       | PP       | Pts | SG   | SP   | Ratio | PG     | PP     | Ratio  |
| --- | ----------- | -------- | -------- | -------- | --- | ---- | ---- | ----- | ------ | ------ | ------ |
| 1.º | Puerto Rico | 3        | 3        | 0        | 15  | 9    | 0    | MAX   | 225    | 140    | 1.607  |
| 2.º | Canadá      | 3        | 2        | 1        | 9   | 6    | 4    | 1.500 | 235    | 188    | 1.250  |
| 3.º | Cuba        | 3        | 1        | 2        | 6   | 4    | 6    | 0.666 | 189    | 220    | 0.859  |
| 4.º | Costa Rica  | 3        | 0        | 3        | 0   | 0    | 9    | 0.000 | 124    | 225    | 0.551  |

| Fecha         | Hora  | Equipo 1    | Sets  | Equipo 2   | Set 1 | Set 2 | Set 3 | Set 4 | Set 5 | Total |
| ------------- | ----- | ----------- | ----- | ---------- | ----- | ----- | ----- | ----- | ----- | ----- |
| 8 de octubre  | 14:00 | Canadá      | 3 : 1 | Cuba       | 25-16 | 22-25 | 25-17 | 25-14 |       | 97-72 |
| 8 de octubre  | 20:00 | Puerto Rico | 3 : 0 | Costa Rica | 25-8  | 25-14 | 25-13 |       |       | 75-35 |
| 9 de octubre  | 14:00 | Canadá      | 3 : 0 | Costa Rica | 25-20 | 25-8  | 25-13 |       |       | 75-41 |
| 9 de octubre  | 20:00 | Puerto Rico | 3 : 0 | Cuba       | 25-15 | 25-9  | 25-18 |       |       | 75-42 |
| 10 de octubre | 14:00 | Costa Rica  | 0 : 3 | Cuba       | 17-25 | 15-25 | 16-25 |       |       | 48-75 |
| 10 de octubre | 20:00 | Puerto Rico | 3 : 0 | Canadá     | 25-23 | 25-22 | 25-18 |       |       | 75-63 |

### Grupo B
|     |                   | Partidos | Partidos | Partidos |     | Sets | Sets | Sets  | Puntos | Puntos | Puntos |
| Pos | Equipo            | PJ       | PG       | PP       | Pts | SG   | SP   | Ratio | PG     | PP     | Ratio  |
| --- | ----------------- | -------- | -------- | -------- | --- | ---- | ---- | ----- | ------ | ------ | ------ |
| 1.º | Estados Unidos    | 3        | 3        | 0        | 15  | 9    | 0    | MAX   | 227    | 115    | 1.973  |
| 2.º | Rep. Dominicana   | 3        | 2        | 1        | 10  | 6    | 3    | 2.000 | 207    | 155    | 1.335  |
| 3.º | México            | 3        | 1        | 2        | 5   | 3    | 6    | 0.500 | 161    | 182    | 0.884  |
| 4.º | Trinidad y Tobago | 3        | 0        | 3        | 0   | 0    | 9    | 0.000 | 82     | 225    | 0.364  |

| Fecha         | Hora  | Equipo 1        | Sets  | Equipo 2          | Set 1 | Set 2 | Set 3 | Set 4 | Set 5 | Total |
| ------------- | ----- | --------------- | ----- | ----------------- | ----- | ----- | ----- | ----- | ----- | ----- |
| 8 de octubre  | 16:00 | Estados Unidos  | 3 : 0 | Trinidad y Tobago | 25-8  | 25-7  | 25-7  |       |       | 75-22 |
| 8 de octubre  | 18:00 | Rep. Dominicana | 3 : 0 | México            | 25-24 | 25-11 | 25-14 |       |       | 75-49 |
| 9 de octubre  | 16:00 | Rep. Dominicana | 3 : 0 | Trinidad y Tobago | 25-7  | 25-13 | 25-9  |       |       | 75-29 |
| 9 de octubre  | 18:00 | Estados Unidos  | 3 : 0 | México            | 25-8  | 25-15 | 25-14 |       |       | 75-37 |
| 10 de octubre | 16:00 | México          | 3 : 0 | Trinidad y Tobago | 25-14 | 25-7  | 25-10 |       |       | 75-31 |
| 10 de octubre | 18:00 | Estados Unidos  | 3 : 0 | Rep. Dominicana   | 27-25 | 25-17 | 25-14 |       |       | 77-56 |

## Ronda final
- Del 11 al 13 de octubre
- Sede:  Coliseo Roberto Clemente
- Todos los horarios corresponden a la hora de San Juan, Puerto Rico ( UTC-04:00 )

|  | 5° y 6° lugar | 5° y 6° lugar     | 5° y 6° lugar |  |  | Clasificación 5°-8° puesto | Clasificación 5°-8° puesto | Clasificación 5°-8° puesto |  |  | Cuartos de final | Cuartos de final | Cuartos de final |  |  | Semifinales | Semifinales     | Semifinales |  |  | Final        | Final           | Final        |
|  |               |                   |               |  |  |                            |                            |                            |  |  |                  |                  |                  |  |  |             |                 |             |  |  |              |                 |              |
|  |               |                   |               |  |  | 3B                         | México                     | 3                          |  |  |                  |                  |                  |  |  | 1B          | Estados Unidos  | 3           |  |  |              |                 |              |
|  |               |                   |               |  |  | 4A                         | Costa Rica                 | 0                          |  |  | 2A               | Canadá           | 3                |  |  | 2A          | Canadá          | 0           |  |  |              |                 |              |
|  | 3B            | México            | 3             |  |  |                            |                            |                            |  |  | 3B               | México           | 1                |  |  |             |                 |             |  |  | 1B           | Estados Unidos  | 2            |
|  | 3A            | Cuba              | 1             |  |  |                            |                            |                            |  |  |                  |                  |                  |  |  |             |                 |             |  |  | 2B           | Rep. Dominicana | 3            |
|  |               |                   |               |  |  | 3A                         | Cuba                       | 3                          |  |  |                  |                  |                  |  |  | 1A          | Puerto Rico     | 2           |  |  |              |                 |              |
|  | 7° y 8° lugar | 7° y 8° lugar     | 7° y 8° lugar |  |  | 4B                         | Trinidad y Tobago          | 0                          |  |  | 2B               | Rep. Dominicana  | 3                |  |  | 2B          | Rep. Dominicana | 3           |  |  | Tercer lugar | Tercer lugar    | Tercer lugar |
|  |               |                   |               |  |  |                            |                            |                            |  |  | 3A               | Cuba             | 0                |  |  |             |                 |             |  |  |              |                 |              |
|  | 4A            | Costa Rica        | 3             |  |  |                            |                            |                            |  |  |                  |                  |                  |  |  |             |                 |             |  |  | 2A           | Canadá          | 3            |
|  | 4B            | Trinidad y Tobago | 0             |  |  |                            |                            |                            |  |  |                  |                  |                  |  |  |             |                 |             |  |  | 1A           | Puerto Rico     | 0            |

### Cuartos de final
| Fecha         | Hora  | Equipo 1        | Sets  | Equipo 2 | Set 1 | Set 2 | Set 3 | Set 4 | Set 5 | Total  |
| ------------- | ----- | --------------- | ----- | -------- | ----- | ----- | ----- | ----- | ----- | ------ |
| 11 de octubre | 18:00 | Rep. Dominicana | 3 : 0 | Cuba     | 25-18 | 25-11 | 25-20 |       |       | 75-49  |
| 11 de octubre | 20:00 | Canadá          | 3 : 1 | México   | 25-20 | 29-31 | 25-17 | 25-20 |       | 104-88 |

### Clasificación 5°-8° puesto
| Fecha         | Hora  | Equipo 1          | Sets  | Equipo 2 | Set 1 | Set 2 | Set 3 | Set 4 | Set 5 | Total |
| ------------- | ----- | ----------------- | ----- | -------- | ----- | ----- | ----- | ----- | ----- | ----- |
| 12 de octubre | 14:00 | Costa Rica        | 0 : 3 | México   | 14-25 | 11-25 | 17-25 |       |       | 42-75 |
| 12 de octubre | 16:00 | Trinidad y Tobago | 0 : 3 | Cuba     | 18-25 | 20-25 | 9-25  |       |       | 47-75 |

### Semifinales
| Fecha         | Hora  | Equipo 1       | Sets  | Equipo 2        | Set 1 | Set 2 | Set 3 | Set 4 | Set 5 | Total  |
| ------------- | ----- | -------------- | ----- | --------------- | ----- | ----- | ----- | ----- | ----- | ------ |
| 12 de octubre | 18:00 | Estados Unidos | 3 : 0 | Canadá          | 25-17 | 25-16 | 25-18 |       |       | 75-51  |
| 12 de octubre | 20:00 | Puerto Rico    | 2 : 3 | Rep. Dominicana | 25-19 | 14-25 | 24-26 | 25-21 | 8-15  | 96-106 |

### Séptimo puesto
| Fecha         | Hora  | Equipo 1   | Sets  | Equipo 2          | Set 1 | Set 2 | Set 3 | Set 4 | Set 5 | Total |
| ------------- | ----- | ---------- | ----- | ----------------- | ----- | ----- | ----- | ----- | ----- | ----- |
| 13 de octubre | 11:00 | Costa Rica | 3 : 0 | Trinidad y Tobago | 25-19 | 25-21 | 25-19 |       |       | 75-59 |

### Quinto puesto
| Fecha         | Hora  | Equipo 1 | Sets  | Equipo 2 | Set 1 | Set 2 | Set 3 | Set 4 | Set 5 | Total |
| ------------- | ----- | -------- | ----- | -------- | ----- | ----- | ----- | ----- | ----- | ----- |
| 13 de octubre | 13:00 | México   | 3 : 1 | Cuba     | 25-20 | 25-20 | 17-25 | 25-22 |       | 92-87 |

### Tercer puesto
| Fecha         | Hora  | Equipo 1    | Sets  | Equipo 2 | Set 1 | Set 2 | Set 3 | Set 4 | Set 5 | Total |
| ------------- | ----- | ----------- | ----- | -------- | ----- | ----- | ----- | ----- | ----- | ----- |
| 13 de octubre | 16:00 | Puerto Rico | 0 : 3 | Canadá   | 24-26 | 13-25 | 20-25 |       |       | 57-76 |

### Final
| Fecha         | Hora  | Equipo 1        | Sets  | Equipo 2       | Set 1 | Set 2 | Set 3 | Set 4 | Set 5 | Total   |
| ------------- | ----- | --------------- | ----- | -------------- | ----- | ----- | ----- | ----- | ----- | ------- |
| 13 de octubre | 18:00 | Rep. Dominicana | 3 : 2 | Estados Unidos | 25-19 | 25-23 | 15-25 | 20-25 | 15-9  | 100-101 |

## Posiciones finales
| Pos.              | Equipo               |
| ----------------- | -------------------- |
| Medalla de oro    | República Dominicana |
| Medalla de plata  | Estados Unidos       |
| Medalla de bronce | Canadá               |
| 4                 | Puerto Rico          |
| 5                 | México               |
| 6                 | Cuba                 |
| 7                 | Costa Rica           |
| 8                 | Trinidad y Tobago    |

| \| \| \| \| \| Campeón República Dominicana[2] 2.º título \| Plantel: 1 Annerys Victoria Vargas Valdéz, 2 Yaneirys Rodríguez Durán, 3 Lisvel Elisa Eve-Castillo, 6 Camil Inmaculada Domínguez Martínez, 7 Niverka Dharlenis Marte Frica, 8 Cándida Estefany Arias Pérez, 14 Prisilla Altagracia Rivera Brens , 16 Yonkaira Paola Peña Isabel, 17 Gina Altagracia Mambrú Casilla, 18 Bethania De la Cruz Peña, 20 Brayelin Elizabeth Martínez, 21 Jineiry Martínez, 23 Gaila Ceneida González López, 25 Larysmer Martínez Cano. Entrenador: Marcos Kwiek |
| |
| |
| Campeón República Dominicana 2.º título |

|                                         |
|                                         |
| Campeón República Dominicana 2.º título |

## Distinciones individuales
| Categoría                   | Ganadora                 |
| --------------------------- | ------------------------ |
| Jugadora Más Valiosa (MVP)  | Brayelin Martínez        |
| Mejor colocadora / armadora | Jordyn Poulter           |
| Mejor punta / receptora     | Kimberly Hill Alexa Grey |
| Mejor central / media       | Neira Ortiz TeTori Dixon |
| Mejor atacante opuesta      | Karsta Lowe              |
| Mejor líbero                | María José Castro        |
| Mejor receptora             | Shara Venegas            |
| Mejor defensa               | Justine Wong-Orantes     |
| Mejor servicio              | Bethania de la Cruz      |
| Mayor anotadora             | Andrea Rangel (94 pts)   |

## Clasificadas a la Eliminatoria Olímpica NORCECA 2020
| Puerto Rico | República Dominicana | Canadá | México |